# Terugtraprem

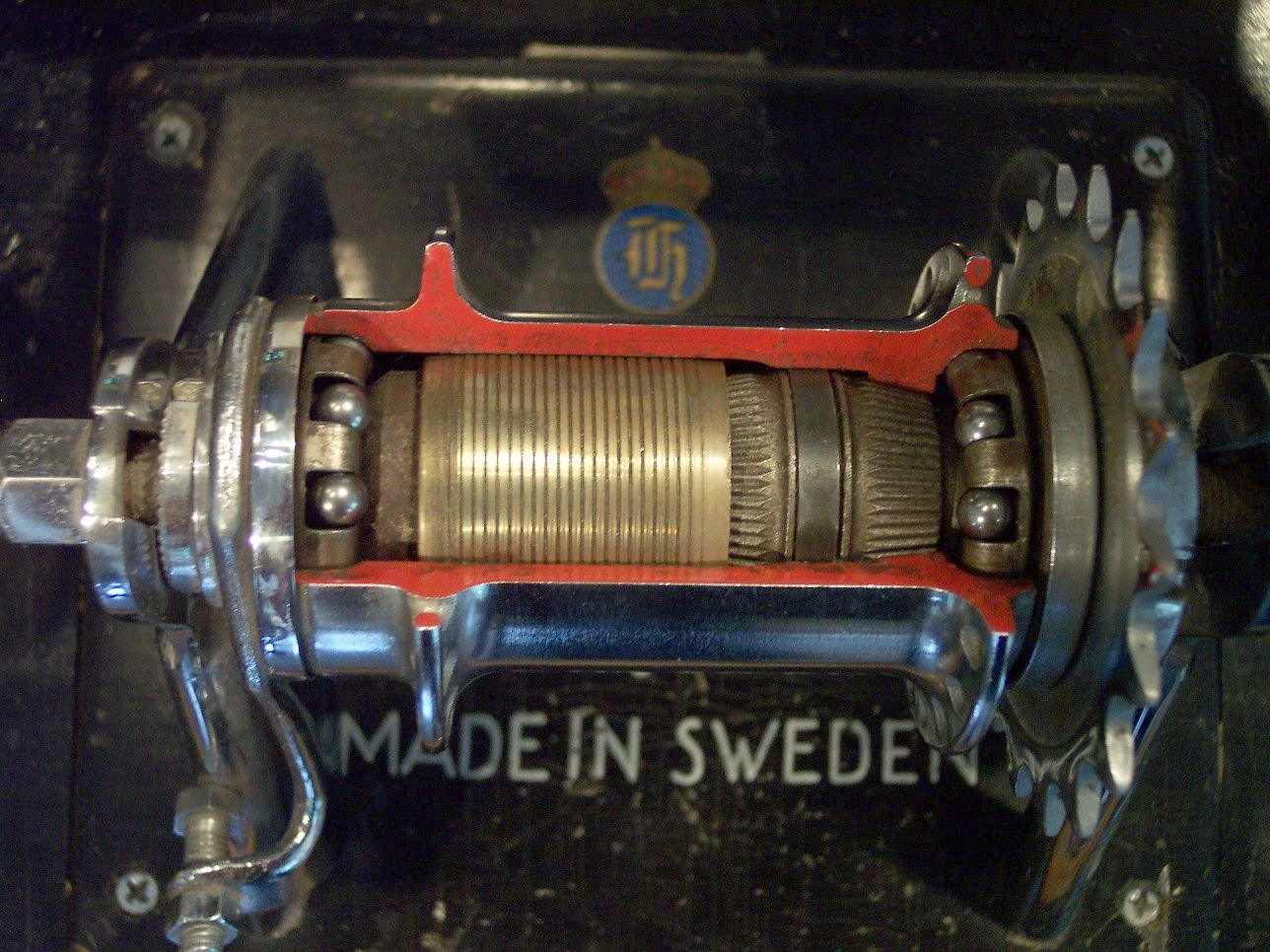
Opengewerkte terugtraprem van het merk Husqvarna

Een terugtraprem is een remsysteem voor de fiets. Het berust op het principe van een trommelrem en is geïntegreerd in de achternaaf van de fiets. Als er niet getrapt wordt, gebeurt er niets, maar wanneer achteruit wordt getrapt, schakelt na een fractie van een omwenteling de rem in. De terugtraprem wordt vaak toegepast bij fietsen zonder versnelling, maar kan ook worden gecombineerd met een naafversnelling.
Een terugtraprem treft men meestal aan op de goedkopere fietsen.
In veel landen is een terugtraprem volkomen onbekend.

## Werking
Er zijn overwegend drie verschillende technieken uitgevoerd bij remnaven van fietsen met een achteruittraprem. Deze gaat over de Torpedo van Fichtel&Sachs die Prosper Vandepitte uitvond en alle naven die in licentie zijn gekloond.
Wanneer vooruit wordt getrapt wordt via de ketting het achtertandwiel aangedreven. Dit tandwiel zit op een drijfkop. Vroeger was dit geschroefd, nu meestal gestoken. Intern heeft de drijfkop vijf scheve vlakken waar walsjes op liggen. Deze worden op hun plaats gehouden door de walshouder en kunnen een paar millimeter heen en weer bewegen. Zij drijven als het ware in een oliefilm.
De vlakken van de drijfkop zijn op zo'n manier gevormd dat de ruimte tussen de drijfkop en de binnenkant van het naafhuis kleiner wordt als men wil gaan fietsen. De walsjes komen dan klem te zitten waardoor er een koppeling ontstaat. Daardoor gaat het wiel met het tandwiel meedraaien.
Als er wordt teruggetrapt gaat de koppeling verloren doordat de walsjes in een dal van de drijfkop komen te liggen en hun contact met het naafhuis verliezen. Het wiel kan dan vrij draaien.
Het aardige van deze constructie is dat er geen pallen of tanden gebruikt worden. Het naafhuis is volkomen rond en glad van binnen.
Als er nog verder naar achter wordt getrapt wordt door een zeer grove schroefdraad aan de binnenkant van de drijfkop een remconus in een remmantel geduwd. Deze remconus heeft ook walsjes maar dan twee en wat kleiner die ook naar buiten worden gedrukt zodat ze in uitsparingen aan de binnenkant van de remmantel vallen zodat de remconus niet mee gaat draaien met de drijfkop. Als dat zou gebeuren zou de 'worm' zijn werking niet kunnen doen en zou de remmantel niet uitzetten.
De remmantel heeft de vorm van een korte buis die in de lengte is doorgezaagd waardoor deze uit kan zetten en daardoor contact maakt met het naafhuis. Omdat de remmantel met twee nokken in de remhevelconus zit verankerd en dus niet mee kan draaien ontstaat er wrijving die de remwerking bewerkstelligt. De remhevelconus is weer verankerd met de remhevel en die weer aan het frame van de fiets.
Het remoppervlak is vaak van staal, de remblokken meestal van messing of fosforbrons.
Een fiets met terugtraprem is gewoonlijk voorzien van één enkel tandrad voor en achter. Er zijn in het verleden echter groepen ontworpen met derailleurs in combinatie met een terugtraprem, zoals de Sachs 2x3. Dit model heeft een speciale, zeer korte derailleur die bestand is tegen het veelvuldige rechttrekken en slechts een kleine achterwaartse draaiing van de pedalen nodig heeft voor de rem inschakelt.
Er bestaat een kabelloze terugtraprem die gecombineerd is met een tweeversnellingsnaaf.
De versnelling wordt omgeschakeld door even achteruit te trappen, de rem door krachtig achteruit te trappen.

## Voor- en nadelen
Terugtrapremmen zijn binnen het naafhuis beschermd tegen de elementen en ondervinden dus geen hinder van ijs en water. Hierdoor kunnen ze jarenlang gebruikt worden zonder onderhoud.
De fiets is verder minder kwetsbaar doordat er geen remkabels zijn.
Daartegenover staat de beperkte remkracht die ermee kan worden uitgevoerd voordat het achterwiel blokkeert. Dit komt doordat de rem zich in het achterwiel bevindt, dat achter het zwaartepunt van de fietser ligt. Als er hard wordt geremd, steunt er minder gewicht op het achterwiel, waardoor de remkracht sterk vermindert. Ook is het niet mogelijk de trappers rond te draaien als de fiets stilstaat, dit vormt soms een probleem bij het wegfietsen als de trappers in een ongunstige positie staan. Mensen die een terugtraprem niet gewend zijn, remmen vaak onbedoeld.
Bij langdurig remmen, tijdens een lange afdaling, raakt een terugtraprem oververhit.
Voor een rit in de bergen zijn enkel velgremmen en schijfremmen geschikt.
Verder zitten terugtrapremmen veel ingewikkelder in elkaar dan velgremmen, waardoor ze moeilijker te repareren zijn als dat nodig is.